# Diachasma nigrifactum
Diachasma nigrifactum är en stekelart som först beskrevs av Fischer 1965.  Diachasma nigrifactum ingår i släktet Diachasma och familjen bracksteklar. Inga underarter finns listade i Catalogue of Life.